# 오카베정 (사이타마현)
오카베정(岡部町)은 사이타마현 오사토군에 설치되었던 정이다. 2006년 1월 1일에 후카야시, 하나조노정, 가와모토정과 합병해 후카야시가 되었다.

## 지리
마을 북부를 동서로 국도 17호가 달리고, 사취판 아래 사거리에서 옛길과 심곡 우회 도로가 합류하고 있었다. 거의 평행하게 그 남쪽에 JR 다카사키 선이 깔려 오카베 역을 중심으로 시가지가 형성되어 있었다. 또 이들과 평행하게 마을 중앙을 조에쓰 신칸센이 그냥 지나갔고 인접한 혼조 시에 근년 조에쓰 신칸센 혼조 와세다 역이 개업했다.마을 남서쪽 끝으로 간에쓰 자동차 도로가 스치고, 이 장소에 기거 주차 구역이 놓여 있었다

## 역사
- 1889년 4월 1일 - 정촌제 시행과 함께 3개의 촌이 성립하였다.
- 1896년 4월 1일 - 하라군 오부스마군과 함께 오사토군에 편입되었다.
- 1955년 1월 - 3개의 촌을 합병해 오카베촌이 신설되었다.
- 1968년 12월 - 정으로 승격해 오카베정이 되었다.
- 2006년 1월 1일 - (구) 후카야시, 하나조노정, 가와모토정과 합병해 후카야시가 신설되었다.

## 교통

### 철도
- 동일본 여객철도 다카사키 선

### 도로
- 국도 17호선